# Șir convergent
În analiza matematică, un șir convergent este un șir infinit de elemente dintr-un spațiu metric sau, în general, dintr-un spațiu topologic, având proprietatea că elementele sale se apropie oricât de mult de un anumit element al spațiului.
Un șir care nu este convergent se numește divergent.
Într-un spațiu metric {\displaystyle X}, un șir {\displaystyle x_{1},x_{2},\ldots } se numește convergent dacă există un element {\displaystyle x^{*}\in X} astfel 
încât pentru orice {\displaystyle \varepsilon \in (0,\infty )}, există un {\displaystyle N_{\varepsilon }\in \mathbb {N} } cu proprietatea că, pentru orice {\displaystyle n>N_{\varepsilon }}, {\displaystyle d(x_{n},x^{*})<\varepsilon }. Numărul {\displaystyle x^{*}} cu această proprietate se numește  limita șirului.
Orice șir convergent este șir Cauchy. Implicația reciprocă nu are loc decât în spații metrice complete.

## Teorema lui Weierstrass
Fie (an) un șir de numere reale.

a) Dacă (an) este un șir monoton crescător și mărginit superior, atunci el este convergent.

b) Dacă (an) este un șir monoton descrescător și mărginit inferior, atunci el este convergent.